# 伊斯蘭復興
伊斯蘭復興（阿拉伯语：‎ ，直譯是“再生，復興”；也稱 ‎ ，“伊斯蘭覺醒”）。
伊斯蘭教傳統中，tajdid是一個重要的宗教概念，它週期性地呼籲人們重新根據伊斯蘭教先知穆罕默德的傳統進行社會重建 。tajdid的概念在當代伊斯蘭復興中發揮了重要作用。  
在學術文獻中，「伊斯蘭復興」籠統涵蓋各類運動，是包括多重概念的雨傘術語（Hyponymy and hypernymy）：一些是多元的，一些是不寬容的排他主義；一些是親科學的，一些則相反（anti-scientific）；一些主要是政治的，一些主要是宗教的；一些是民主的，一些是專制的（authoritarian）；一些和平，一些暴力 。  
自1970年代以來，伊斯蘭復興（主要以西亞北非為中心，南至撒哈拉以南，東至中亞）開始興起。其動機還在於渴望「在一個遠離真主的世界中恢復伊斯蘭教的支配地位」 。

## 理論
每隔100年，安拉就會為這個社區募集一位為宗教重建社會的人。——Sunan Abu Dawood, Book 37: Kitab al-Malahim, Hadith Number 4278

### 復興的原因
一類解釋認爲，如在埃及軍政府時期，流動性下降且收入不平等加劇，各類政治思潮受官方打壓，以及穆斯林世界的城市化，是當代伊斯蘭復興的原因。